# Миколай Мелецький
Миколай Мелецький (пол. Mikołaj Mielecki; 1540? — 11 травня 1585) — польський шляхтич, військовик, урядник Королівства Польського та Республіки Обох Націй, староста хмільницький і королівський секретар (з 1557 р.), королівський дворянин з 1562 року, великий гетьман коронний «у латах» (без формальної номінації), воєвода подільський у латах з 1569 р., староста сандомирський, новокоржинський, городоцький, долинський, каштелян войницький (1567 p.). Один із фаворитів короля Стефана Баторія.

## Біографія
Син подільського воєводи і великого маршалка коронного Яна Мелецького і його дружини Анни Коли.
У молодості здійснив подорож країнами Західної Європи (Англія, Шотландія, Швейцарія та Італія). Тривалий час провів при дворі німецького імператора Фердинанда І Габсбурґа, беручи участь у деяких його військових кампаніях. 1557 р. — повернення на батьківщину, призначення старостою хмільницьким (2 січня, отримав від батька) і королівським секретарем. Брав участь у Лівонській війні з Московією. 1561 р. після смерті батька став старостою городоцьким, відступив Хмільницьке староство. 1562 р. — став придворним польського короля і великого князя литовського Сиґізмунда II Авґуста. 1564 р. — в чині ротмістра під командуванням польного гетьмана коронного Станіслава Лесновольського брав участь у військових діях проти Московії, взяв участь у невдалій облозі Полоцька. За військові заслуги отримав посаду войницького каштеляна 1567 року.
1569 р. під час сейму в Любліні підтримав проект польського короля Сиґізмунда II Авґуста по створенню Республіки Обох Націй (Речі Посполитої); 5 вересня призначений воєводою подільським. 1571 р. очолював посольство Республіки в Угорщину і Трансільванію.
Був присутній при обранні на трансильванський престол Стефана Баторія. Після повернення на батьківщину отримав уряд старости городоцького. 1572 р. за наказом польського короля Сиґізмунда II Авґуста як воєвода подільський очолив військовий похід проти Молдавії. Через невелику кількість сил не зміг посадити на господарський трон ставленика Речі Посполитої Богдана; змушений був відступити в Хотин, де відбивав османсько-кримськотатарські атаки до прибуття великого гетьмана коронного Єжи Язловецького з підкріпленням. За це король передав у нагороду Миколаю Мелецькому Новокоржинське староство[джерело?].
1572 р.: після смерти останнього з Ягайлонів — Сиґізмунда II Авґуста — спочатку підтримував кандидатуру шведського короля Юхана III Вази, потім підтримав обрання правителем Республіки французького принца Генріха Анжуйського. Після втечі Генриха Анжуйського у Францію Миколай Мелецький перейшов на бік австрійського ерцгерцога Максиміліана Габсбурґа; разом із Миколаєм Язловецьким здійснив військовий похід проти молдавського господаря Богдана IV. 
1575 р. перебував на Поділлі, відбивав татарські набіги. Здобув перемоги над кримськими татарами під Острополем і Сенявою.
1576 р. після обрання на трон Речі Посполитої трансильванського князя Стефана Баторія Миколай Мелецький продовжував підтримувати кандидатуру австрійського ерцгерцога Максиміліана. 1577 р. під час війни Стефана Баторія проти повсталого міста Ґданська прибув до нього в Грабін, склав присягу на вірність. 1578 р. на сеймі у Варшаві Миколай Мелецький висловився за продовження війни з Московією.
2 лютого 1579 р. Стефан Баторій призначив його новим великим гетьманом коронним і головнокомандувачем армії Речі Посполитої у війні проти Московії. Одним з його успіхів є завоювання міста і фортеці Полоцька. Пізніше, через незгоду з Стефаном Баторієм і Яном Замойським, пішов зі своєї посади. Фундував костел в Устю 1579 р.
Під впливом єзуїта о. Бенедикта Гербеста разом із дружиною близько 1580 року змінив обряд на римо-католицький. Приятелював із графом Яном Кшиштофом Тарновським, князем Миколою Христофором Радзивіллом «Сиріткою».
Хворів на подагру, лікувався, зокрема, у Ніколо Буччеллі (його учня взяв собі надвірним лікарем). 20 травня 1585 р. його тіло почали перевозити до Мельця.

### Сім'я

1566 р. одружився з княжною Єлизаветою (Ельжбетою) Радзивілл (1550—1591) — дочкою великого канцлера литовського Миколая Христофора Радзивілла «Чорного». Діти:
- Зофія (?—1619) — дружина князя Семена Олельковича-Слуцького (пом. 1592), потім — великого гетьмана литовського Яна Кароля Ходкевича (1561—1621);
- Катажина — перша дружина воєводи познаньського Яна Остроруга (1547/1565–1622)[5].

## Маєтності
Основу складав спадок матері — володіння, які були в Галицькій Русі: Комарне з 8-ма селами, Устя-Горожане з Далеєвом і 9-ма селами, Кулачківці з 18-ма селами в Галицькій землі, частина Тщенця (Перемиська земля), Буківсько з чотирма селами (Сяноцька земля). На Поділлі мав Малу Літинку. В Сандомирському воєводстві посідав частину Мельця, Зґурсько, Длуґу Волю. На Вавелі мав кам'яницю «шидловецьку». Дружина мала багате віно. Мав значні доходи з королівщин. У 1548 р. отримав дозвіл на викуп та затримання правом доживоття міста Шуків з селом Шукоц(т)ином; у 1557 р. міста Рожнева із трьома селами в Галицькій землі. 6 жовтня 1579 p. отримав правом доживоття Кінчаки, Крашилів, Баранів, Сапогів, Гринівці у Галицькій землі.